# Hospital Universitario Fundación Alcorcón
El Hospital Universitario Fundación Alcorcón (HUFA) es una institución sanitaria pública con personalidad jurídica propia adscrita al Servicio Madrileño de Salud. Es un hospital general ubicado en Alcorcón, una ciudad en el Área Metropolitana de Madrid, España. Fue fundado en 1997.
Aunque fue fundado por el Sistema Nacional de Salud, su modelo de gestión es el de fundación, similar al de empresa pública,  por lo que sus normas de funcionamiento difieren, en algunos aspectos, de las de otros hospitales de titularidad pública. Al hospital se le permitió negociar sus propios contratos con los trabajadores y cuenta con un convenio colectivo propio.
En octubre de 2014 se informó que el hospital estaba tratando un caso de enfermedad del virus del ébola bajo estrictas precauciones de bioseguridad. La paciente, ingresó al hospital el 6 de octubre. Tras el diagnóstico, la paciente fue trasladada al Hospital Carlos III de Madrid.
El hospital cuenta con líneas de autobús con parada en sus inmediaciones del hospital y con una línea de tren y otra de metro. La parada más cercana es la estación de Alcorcón, de la línea C-5 de Cercanías Madrid y Alcorcón Central para la línea 12 del Metro de Madrid.

Las líneas que prestan servicio al hospital son:

1: Puerta del Sur-Fuente Cisneros
2: Ondarreta-Prado Santo Domingo
3: Alcorcón Central-Parque del Lucero
510: Alcorcón-Villaviciosa de Odón (El Bosque)
510A: Alcorcón Central-Villaviciosa de Odón-Madrid (Colonia Jardín)
516: Madrid (Príncipe Pío)-Alcorcón (Universidad Rey Juan Carlos)
520: Alcorcón-Móstoles

## El centro

### Descripción del centro
El HUFA está construido en una parcela cercana a los 148 000 metros2. La superficie construida es de 118 508 metros² de los cuales 54 715, corresponden a la ocupación en planta y los restantes 93 305 metros2 corresponden a la urbanización.
El edificio principal consta de tres alturas en la fachada principal y en la parte lateral destinada a hospitalización y de una planta en la zona central, ocupada por el bloque técnico. La zona de hospitalización y el bloque técnico se separan por un eje longitudinal que desemboca, a su vez, en el vestíbulo principal. El vestíbulo está formado por tres plantas de altura y cubierto por un sistema de lamas de aluminio móviles, que mitigan el sol en la época de verano.
Su diseño horizontal le ha dotado de flexibilidad y capacidad para el desarrollo de nuevos servicios sin necesidad de edificar más alturas o edificar sobre la zona verde, además de facilitar la iluminación natural en muchos de los espacios, a través de miradores acristalados y lucernarios.
Así, el diseño arquitectónico del hospital basado en la calidad, utilidad y confort a través de la humanización de la arquitectura, destacada por su horizontalidad, se conforman como elementos diferenciadores del mismo.

### Accesos
El centro se encuentra conectado mediante diversos medios de transporte. Por sus proximidades tienen paradas las principales líneas de autobuses interurbano que comunican Madrid con los municipios de los que el HUFA es centro de referencia. Además, en las proximidades se encuentra la estación de Alcorcón, de la línea C-5 de Cercanías Madrid y Alcorcón Central para la línea 12 del Metro de Madrid.
Centros de atención primaria asociados
El HUFA es el hospital de referencia del municipio de Alcorcón y, por tanto, de las Zonas Básicas de Salud del municipio:
| Centro                       | ZBS              | Población Referencia (2019) |
| ---------------------------- | ---------------- | --------------------------- |
| C.S. MIGUEL SERVET           | Miguel Servet    | 30.151                      |
| C.S. RAMÓN Y CAJAL           | Ramón y Cajal    | 22.810                      |
| C.S. LOS CASTILLOS           | Los Castillos    | 28.591                      |
| C.S. DR. PEDRO LAIN ENTRALGO | Laín Entralgo    | 25.165                      |
| C.S. GREGORIO MARAÑÓN        | Gregorio Marañón | 27.537                      |
| C.S. LA RIVOTA               | La Rivota        | 24.888                      |
| C.S. DR. TRUETA              | Doctor Trueta    | 12.576                      |

## Recursos

### Camas e instalaciones
El centro, cuenta a fecha 2019 con 402 camas instaladas, todas ellas en habitaciones dobles. Cuenta con 15 quirófanos y 2 paritorios.  Dispone de un Hospital de día con 21 puestos quirúrgicos,  18 oncológicos y 3 psiquiátricos.
En cuanto a la tecnología existente, cuenta con 2 Mamógrafos, 2 TAC, 2 equipos de Resonancia Magnética, y 5 salas de rayos X. Adicionalmente determinados servicios del hospital disponen de más medios.

### Recursos Humanos
Según los datos recogidos en la Memoria de Actividades de 2019, en el centro trabajaban 1631 personas en 2019. De ellos, 12 personas pertenecen al equipo directivo, 506 son médicos y MIR, 955 son personal sanitario con diferentes funciones (enfermería, obstetricia, técnicos, etc.) y 328 trabajadores que son personal no sanitario. Los servicios de limpieza y hotelería (cocina) se encuentran externalizados, por lo que no son computados como trabajadores del centro. 

## Docencia
Al tener la denominación de Hospital Universitario, la formación es un elemento fundamental en el centro. Para ello, la Formación Sanitaria Especializada del HUFA está certificada con la Norma ISO 9001:2015. En el año 2019, en centro contó con más de 400 estudiantes formándose, entre Residentes, MIR, EIR, FIR y BIR repartidos en 29 especialidades. 
Entre los centros a los que se imparte enseñanza se cuenta con Universidades Públicas y Privadas de la Comunidad de Madrid:
- Universidad Rey Juan Carlos (URJC)
- Universidad Complutense de Madrid (UCM)
- Universidad de Navarra (UN)
- Universidad Europea de Madrid (UEM)
- Universidad Francisco de Vitoria (UFV)
- Universidad Pontífice de Comillas (UPC)
- Universidad Alcalá de Henares (UAH)
- Universidad CEU San Pablo (CEU)